# Philip Boit
Philip Kimely Boit, né le 12 décembre 1971 à Kesses, au Kenya, est un fondeur kényan et le premier athlète de son pays à participer aux Jeux olympiques d'hiver en 1998.
Il reste célèbre pour avoir été le premier Africain noir participant à une épreuve de ski nordique aux Jeux olympiques et pour avoir marqué les imaginaires à travers le monde en tant que skieur africain. Il est également célèbre pour avoir persévéré dans le ski nordique durant une carrière sportive de plus de dix ans sans obtenir d'autres résultats que ceux le cantonnant aux dernières places.
Il met un terme à sa carrière de skieur en 2011 après avoir participé à 3 olympiades et 4 championnats du monde.

## Biographie

### Jeunesse
Philip Boit est né à Kesses, dans le comté de Uasin Gishu, près d'Eldoret, une ville sur les hauts plateaux de la vallée du Rift à plus de 2 000 mètres d'altitude, dans l'ouest du Kenya, en Afrique.
Il grandit dans une famille de fermier près de la ville d’Eldoret d'où proviennent de nombreux champions d’athlétisme kényans, dont Kipchoge Keino plusieurs fois champion olympique qui est à l'origine d'un centre d'entraînement de haut niveau en altitude de l'IAAF à Eldoret qui, en favorisant l'émergence de champions pour le pays, a fait de cette ville la Mecque de la course à pied à travers le monde.
Dans cet environnement athlétique propice, regroupant les meilleurs coureurs à pied kényans, Philip Boit entame une carrière de coureur de fond. Il compte parmi les membres de sa famille son oncle Mike Boit médaillé de bronze en athlétisme sur le 800 mètres (épreuve de  demi-fond) des Jeux olympiques d'été de Munich de 1972.
| - Localisation d'Eldoret au Kenya - Kipchoge Keino en 1972 - Coureurs kényans à un marathon à Eldoret - Monument aux champions, Eldoret - Mike Boit sur le podium du 800m, JO de Munich 1972 |

### Sponsoring de Nike pour une préparation aux Jeux

#### Le projet d'un équipementier sportif
En 1995, l'entreprise Nike tourne ses activités vers les sports d'hiver. L'entreprise sponsorise déjà de nombreux athlètes kényans parmi lesquels elle décide de rechercher des candidats pour une proposition de sponsoring en vue de  participer aux Jeux olympiques d'hiver,. Elle prend contact avec les athlètes par l'intermédiaire de l'ancien entraineur de l'équipe nationale kényane, Mike Kosgei, qui en 1995 est parti entraîner l'équipe de Finlande après avoir été licencié de sa fonction d'entraineur de l'équipe du Kenya.
Nike demande à ce dernier de sélectionner deux athlètes pour leur projet. Kosgei choisit les athlètes kényans Philip Boit coureur de fond et demi-fond et Henry Bitok (fi) spécialiste du 3 000 mètres steeple
,.
Mark Bossardet, directeur de « Global athletics » chez Nike en 1995, fait partie de ceux à l'origine du projet dont l’idée sous-jacente est de transposer les qualités athlétiques des coureurs à pied kényans sur une discipline comme le ski de fond,, :
« We were sitting around the office one day and we said, 'What if we took Kenyan runners and transferred their skills to cross-country skiing? »
— Mark Bossardet, propos rapporté dans le New york times du 20 décembre 1997,

« Un jour on était assis autour de la table et on s'est dit: " Ça ferait quoi si on prenait des coureurs kényans et qu'on transférait leurs compétences en ski de fond? ” »
— Mark Bossardet, propos rapporté dans le New york times du 20 décembre 1997,
Des critiques de ce projet sont émises qui accusent l'entreprise Nike de vouloir faire une grossière opération de marketing. On y voit une exploitation d'athlètes africains par une grande multinationale pour un projet voué à l'échec si l'on considère le scepticisme général qui se développe à l’époque à propos de l'idée de faire courir, avec des skis, des africains sur la neige.
Charles Mokura, membre du comité national olympique du Kenya écarte ces critiques en conférence de presse, quand Gian-Franco Kasper secrétaire général de la Fédération internationale de ski reproche à Nike de faire une opération de markéting pour gagner des parts de marché dans les sports d'hiver.
Pour sa défense les responsables de Nike répondent qu'il n'y a aucune publicité associée à la présence des skieurs kényans aux Jeux olympiques et qu'ils réfléchissent à l'idée de sponsoriser les deux kényans jusqu'en 2001 pour le championnat du monde;  allant jusqu'à affirmer qu'ils travaillent sur un projet de centre d'entrainement en altitude au Kenya pour les skieurs.
De son point de vue, Philip Boit envisage ce projet comme une possibilité d'être sponsorisé pendant l'hiver afin de s'entrainer en vue des épreuves d'athlétisme estivales. Dans le même temps il pense qu'il s'agit d'une opportunité pour participer à des Jeux olympiques alors que ses performances en fond et demi-fond ne lui permettent pas de surmonter de manière probante la concurrence qui règne sur ses distances dans l'équipe nationale d’athlétisme Kényane.

##### L'entrainement finlandais
Nike investit 200 000 dollars américains pour que Boit et Bitok se rendent en Finlande,,. Les deux kényans découvrent le ski de fond durant l'hiver 1995-1996. Bitok arrive en Finlande en pensant venir s'entrainer pour la course à pied, sans avoir aucune idée où il met les pieds :
« I was told it was cross-country, and when I got there I found it was cross-country skiing. We didn't have any idea about it. »
— Henry Bitok, interviewé pour le Washington Post du 11 février 1998

« On m'a dit que c'était de la course à pied, et quand je suis arrivé j’ai vu que c'était du ski de fond. Nous n’avions aucune idée de quoi il s’agissait »
— Henry Bitok, interviewé pour le Washington Post du 11 février 1998
Boit lui-même a entendu le mot « cross-country » dans la présentation du projet et pense qu'il s'agit d'un sport comme la course à pied,, mais qui consiste à courir sur la neige,.
Les deux athlètes sont installés au centre d'entrainement national finlandais de Pajulahti (en) près de Lahti, à 110 km au nord-ouest d'Helsinki la capitale de la Finlande.
| - Centre d'entrainement national finlandais durant la saison estivale. - Photo prise depuis les pistes de ski à Lahti durant la saison hivernale. |

Ils s'y entrainent durant les deux ans qui précédent les Jeux olympiques d'hiver de 1998 à Nagano au Japon afin d'y participer. 
Leur premier jour de découverte de la neige a lieu le 2 février 1996, le 3 février ils sont pour la première fois sur des skis, le 4 février ils font leur première dizaine de  kilomètres. Aux premières expositions au froid leurs ongles tombent et leur peau s'écaille; Boit pense être malade et veut aller à l'hopital, son encadrement lui dit que c'est une réaction normale. Aux entraînements les deux kényans ont des difficultés pour contrôler leurs skis dans les descentes les plus pentues et prendre les virages à haute vitesse. Ils se perdent sur les pistes de ski. Devant les difficultés, le froid et les longues nuits d'hiver, ils pensent, à plusieurs reprises, à retourner au Kenya.
Ils bénéficient de l' encadrement de la préparatrice physique Tina Saminen, une employée de l'entreprise Nike qui remplit également la fonction d'attachée de presse et de l'entraineur Jussi Lehtinen,,. Le comité olympique finlandais les aident en les intégrant dans des stages de préparation.
Un an plus tard, en février 1997, ils participent à leur première course en Finlande,. Fin 1997 ils améliorent leurs performances en passant de 1 h 50 à 30 min sur le 10 kilomètres; Jussi Lehtinen pense alors que les kényans peuvent rentrer dans le top 30 mondial des meilleurs skieurs dans les 5 ans. Ils finissent derniers aux 8 courses auxquelles ils participent mais ils acquièrent une notoriété dans le pays et le public vient les voir skier à Lahti.
De son côté Nike consacre 1 an pour concevoir la tenue des athlètes aux couleurs du Kenya.

##### Qualification pour les Jeux
À la veille des Jeux, les deux kényans ont  participé à 5 courses internationales pour pouvoir remplir les conditions de participations aux Jeux olympiques. Ils n'ont pas pu se qualifier aux temps mais ils ont rempli le minimum standard demandé de 5 courses pré-olympiques. Toutefois pour ce mode de qualification les règles internationales du ski prévoient que le pays concerné ne peut présenter qu'un seul skieur aux Jeux olympiques; en conséquence Philip Boit est sélectionné par le Kenya aux dépens d'Henry Bitok pour représenter le pays en ski de fond sur le 10 km en style classique.

##### Première participation d'un kényan aux Jeux olympiques d'hiver
Philip Boit devient ainsi le premier africain noir à participer à des Jeux olympiques d'hiver en ski nordique; le premier noir africain ayant  participé à des Jeux olympiques d'hiver étant le sénégalais Lamine Gueye en ski alpin aux Jeux olympiques de Sarajevo en ex-Yougoslavie, actuelle Bosnie-Herzégovine, en 1984.
À noter que toutes catégories confondues, le premier Africain noir à avoir participé à des Jeux d'Hiver est l'ougandais Tofiri Kibuuka qui participa aux premiers Jeux Paralympiques d'hiver à Örnsköldsvik en Suède en 1976. Les premiers africains aux Jeux olympiques d'hiver sont les athlètes d'Afrique du sud à Squaw Valley en 1960. Les premiers africains à participer à une épreuve de ski de fond aux Jeux olympiques d'hiver sont les marocains Faissal Cherradi (pl), Mustapha Tourki (en) et Mohamed Oubahim (en) qui ont couru aux Jeux olympiques de 1992 à Albertville sur l'épreuve du 10 km en style classique (en).
Philip Boit est le premier kényan à participer à une édition des Jeux olympiques d'hiver,. Étant l'unique athlète de sa délégation il devient le porte-drapeau du Kenya lors de la cérémonie d'ouverture aux Jeux,.
La présence de Boit aux Jeux olympiques d’hiver suscite l'incrédulité comme l'amusement de la part d’athlètes kényans. Du côté des officiels des instances du ski, certains voient d'un mauvais œil ce genre d'entreprise, s'inquiétant d’assister au développement d’un tourisme olympique dans des compétitions de haut niveau avec l'arrivée de sportifs possédant de faibles compétences en ski

#### Les10 kilomètresen style classique d'Habuka

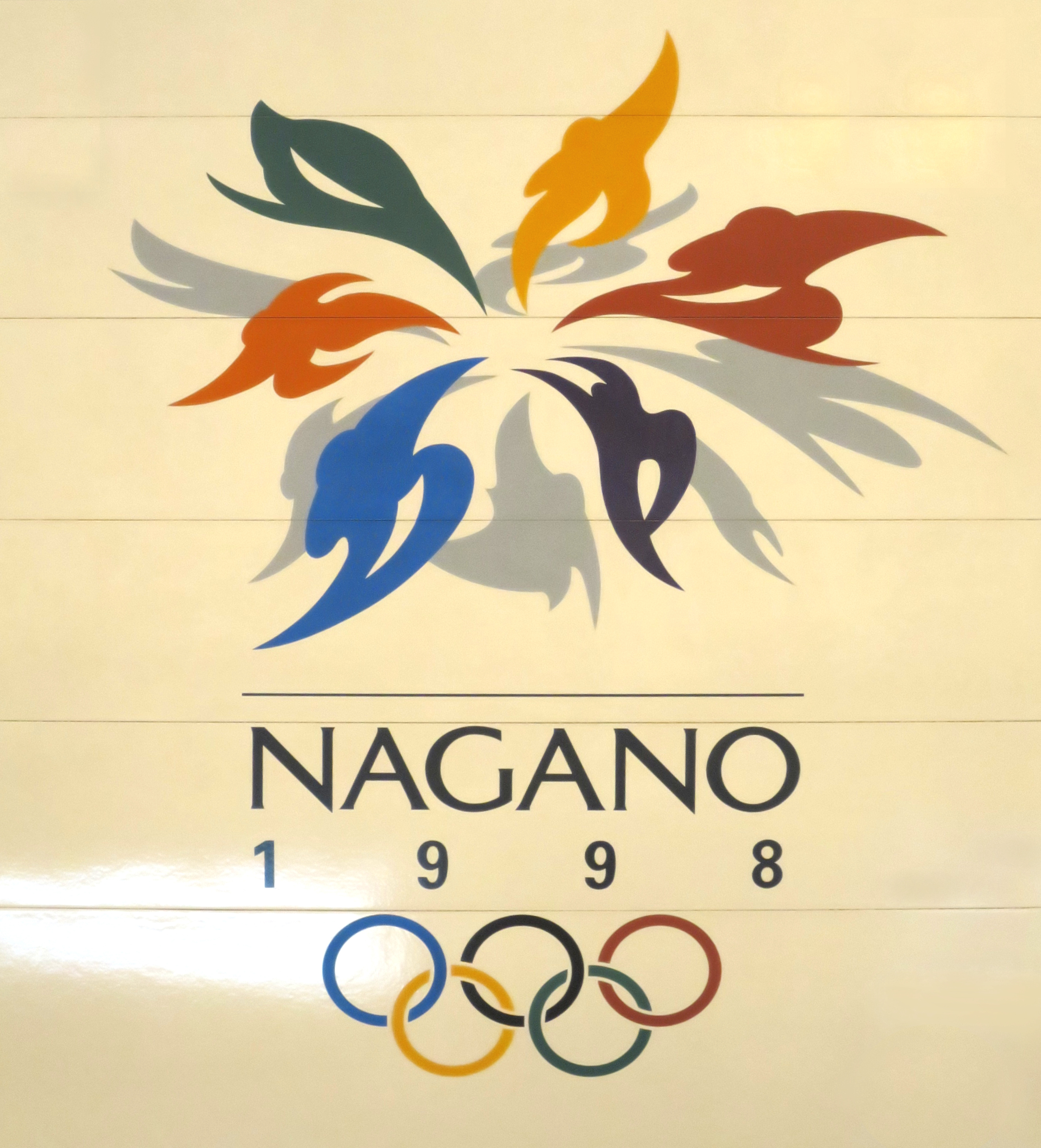
Affiche des Jeux olympiques de Nagano, Japon.

Le 12 février 1998, sur le site olympique de Snow Harp, à Hakuba, des Jeux olympiques de Nagano, la course du 10 km en style classique est lancée. Boit part sur la ligne de départ avec deux semaines sans entrainement à la suite de précédents problèmes stomacaux pour lesquels il a été hospitalisé. Les conditions de courses sont difficiles du fait de la météorologie qui, par la présence persistante de la pluie, rend la neige de la piste de ski très collante,,. Boit, n'étant pas accoutumé à une neige humide et lente, tombe plusieurs fois tout au long de la course. Les observateurs notent qu'il donne plus l'impression de courir avec des skis que de glisser grâce à eux, :
« At one point, it seemed he couldn't get his skis to work, so he returned to his roots as a distance runner by jogging on skis. »
— Alan Russel, Washington Post, 11 février 1998

« À un moment, il semblait qu'il n'arrivait plus à faire glisser ses skis, aussi il retourna à ses racines de coureur de fond en faisant du jogging à ski. »
— Alan Russel, Washington Post, 11 février 1998
« He looked more like he was running on skis rather than sliding. »
— BBC, 11 février 1998

« Il avait plus l'air de courir à ski que de glisser. »
— BBC, 11 février 1998
Dans une montée il va jusqu'à ne plus respecter le style classique pour changer de style et skier en pas de skating; ce qui peut le mener à la disqualification.
Alors que le champion norvégien Bjørn Dæhlie, considéré comme une légende dans le ski nordique,, a déjà remporté la course, soit sa sixième médaille d'or aux Jeux olympiques à ce moment-là,,,, celui-ci n'accepte pas de se rendre à la cérémonie de remise des médailles avant que Boit, le dernier coureur, ne finisse sa course. De fait il l’attend sur la ligne d'arrivée pour le féliciter ,, retardant ainsi le protocole olympique,. Boit se classe à la 92 ème et dernière place de la course dans un temps de 47 min 25 s mais il est chaleureusement accueilli par Bjørn Dæhlie, arrivé 20 min plus tôt, dans une scène d'esprit sportif pour l'un et de ténacité pour l'autre qui est télévisée et qui marque en émotion ces Jeux olympiques de 1998,,,,,,.
La scène est ressentie comme « one of the great photo moments of the Games » (« un des grands moments photo des Jeux »). Ce jour-là Philip Boit gagne autant en publicité que le champion olympique,.

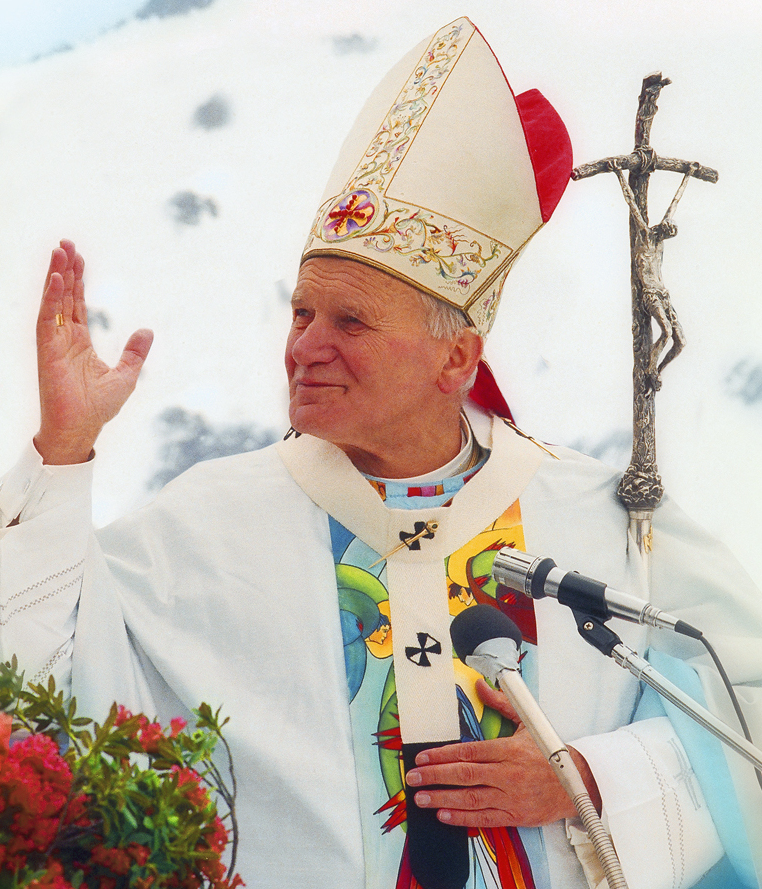
Le pape Jean-Paul II

Quelques jours plus tard, le pape Jean-Paul II fait référence dans un discours à ce moment olympique en le citant comme exemple d'humanité : 
« Lik idrettsfolk som etter en konkurranse venter på konkurrenter og hilser dem, bør verdens rike land hjelpe de fattige å føre den sosiale prosessen framover. »
— Jean Paul II, propos rapporté par le Dagbladet du 19 février 1998

« Comme les athlètes qui après une compétition attendent les concurrents et les félicitent, les pays riches devraient aider les pays pauvres à faire avancer le processus social »
— Jean-Paul II, propos rapporté par le Dagbladet du 19 février 1998
Cette expérience est si marquante pour Boit qu'il donne le prénom de Dælhie à son fils né quelques semaines après la fin des Jeux de Nagano et qu'une grande amitié nait entre les deux hommes, au point qu'après cette expérience de vie ils s'entraineront souvent ensemble en Norvège comme au Kenya.

### L'après Nike
Après les Jeux de Nagano Philip Boit  perd son support offert par Nike. Il continue toutefois à s'investir dans la pratique du ski de fond dans les compétitions de  haut-niveau et  participe à plusieurs autres éditions des Jeux olympiques d'hiver.

#### Jeux olympiques de Salt Lake City,2002

Emblème des Jeux de Salt Lake City.

En 1999 Nike abandonne le sponsoring de son athlète , mais Boit n'abandonne pas le ski de fond et souhaite poursuivre sa carrière de skieur pour participer aux Jeux olympiques d'hiver de 2002 à Salt Lake city aux États-Unis d'Amérique. Au Kenya il s'entraine sur ski-roues et se finance en vendant des vaches de son troupeau pour atteindre son objectif, . Nike le sponsorise à nouveau en 2001, un an avant les Jeux,.
Jusqu'à présent il pratiquait à la fois la course à pied et le ski nordique; à partir de 2000 il se consacre exclusivement au ski. Il participe à différentes compétitions internationales en Finlande, en Suède, et participe aux championnats du monde à Ramsau, en Autriche, en 1999 où il s'aligne sur le 10 km en style classique et termine à la 92 ème place sur 92 concurrents.

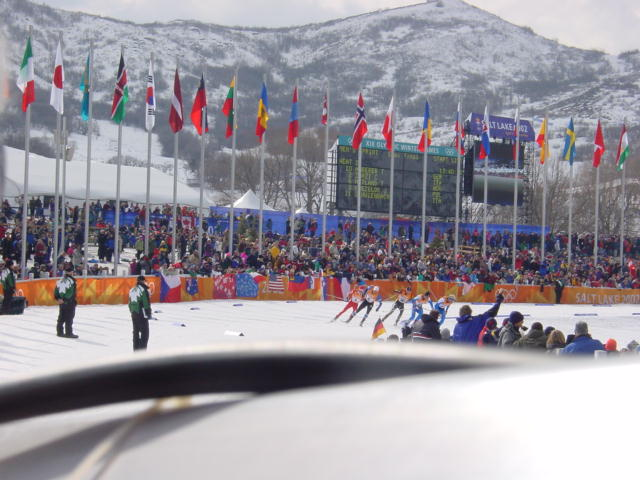
Stade olympique de ski de fond à Salt lake City avec le drapeau kényan en arrière plan.

Il est sélectionné pour les Jeux de Salt Lake City. Alors que Charles Mukora, membre du comité national olympique du Kenya avait annoncé pendant les Jeux de Nagano, dans l'effervescence autour de Philip Boit, qu'il y'aurait pléthore d'athlètes kényans aux Jeux suivants :
« This is not a gimmick.I can assure you, you are going to hear a lot more about Kenya and skiing. At the next Games there will be more and more. That is a promise. »
— Charles Mukora,  membre du comité national olympique du Kenya interviewé en 1998 par la BBC

« Ce n'est pas une parole en l'air. Je peux vous l'assurer, vous allez entendre parler beaucoup plus du Kenya et du ski. Aux prochains Jeux (de 2002 NDLR) il y en aura de plus en plus. C'est une promesse »
— Charles Mukora, membre du comité national olympique du Kenya interviewé en 1998 par la BBC
Boit est encore le porte-drapeau et le seul représentant de sa délégation à Salt Lake City. Même Charles Mukora manque à l'appel puisqu'il a été éclaboussé par le scandale d'attributions des Jeux olympiques de Salt Lake City, quelques années plus tôt. Cependant l'édition des Jeux de Salt Lake City voit la participation d'un autre ressortissant d'un pays africain en la personne du camerounais Isaac Menyoli.
Durant ces Jeux Boit participe au sprint en style libre qui se déroule sur 1,5 km où il finit 64 ème sur 69 concurrents.

#### Jeux olympiques de Turin,2006

Drapeau des jeux olympiques de Turin, 2006

Après les Jeux de 2002 il ne skie plus pendant 3 ans. Il est à nouveau sans sponsors et doit encore vendre son patrimoine immobilier pour financer ses Jeux. Il reçoit l’aide financière de son comité olympique national en avril 2005 et il vient s’entraîner 3 mois en Europe. Durant l’été 2005, il s’entraîne en ski roues et en marche nordique avec bâtons au Kenya avant de retourner en octobre s'entrainer en Europe. Il déclare personnellement que l'épreuve olympique de Turin sera plus dure que d'habitude car il s'agit de parcourir la distance de 15 km en ski classique au lieu des 10 km comme précédemment à Nagano et Salt Lake City.
Aux Jeux olympiques d'hiver de 2006 de Turin en Italie, il est toujours le seul Kényan en lice, et termine 92 ème sur 97 concurrents à l'épreuve des 15 km en style classique sur le site de Pragelato, mais gagne une place au classement général après la disqualification pour dopage du skieur autrichien Martin Tauber.

#### Entre-deux Jeux2006-2010
Entre les Jeux de Turin et ceux de Vancouver il participe aux championnats du monde de Sapporo au Japon en 2007 où il finit 78ème à l'épreuve du sprint en style classique, 111ème au 15 km en style libre, et il ne finit pas , avec 27 autres skieurs, les 30 km de la poursuite en style classique et en style libre
,. Il participe aux championnats du monde de Liberec en Tchéquie en 2009 où il termine 51ème du 10 km style classique, 131ème du sprint, et abandonne aux 30 km de la poursuite en style classique et libre. Il participe également à la Scandinavian Cup en Finlande et à l'US SuperTour (en) à Minneapolis dans le Minnesota aux États-Unis.
En 2008 il débute son entrainement à Methow Valley (en) dans l'État de Washington pour les Jeux de Vancouver . En 2009 il vend 5 vaches pour financer son entrainement en Finlande.

#### Jeux olympiques de Vancouver,2010
En 2010, son classement FIS ne lui permet pas d'avoir assez de points pour participer aux Jeux olympiques de Vancouver au Canada où il planifiait de participer à l'épreuve des 15 kilomètres de ski de fond. Il déclare être tombé malade à cause de la différence de climat et de température entre le Kenya et le Minnesota où il s'était déplacé pour participer aux courses qualificatives aux Jeux olympiques sans pouvoir réussir à remplir les conditions de performance exigées. En effet la FIS fixe la limite à un maximum de 500 points pour participer aux Jeux olympiques mais pour le 15 km, la distance qui compte le plus de candidatures d'athlètes, la FIS a décidé de durcir les conditions de qualifications pour les Jeux en abaissant la limite maximale de points à 300. Lors de ses participations aux compétitions pré-olympiques Boit passe au classement FIS de 526 points à 302 points, dépassant de 2 points les exigences olympiques. Il fait appel auprès de la FIS pour obtenir une dérogation afin de participer aux Jeux, mais son appel est rejeté.
Si Philip Boit avait réussi à se qualifier pour les Jeux de Vancouver, il aurait été encore le seul skieur kényan en compétition.

### Fin de carrière aux championnats du monde d'Oslo de2011

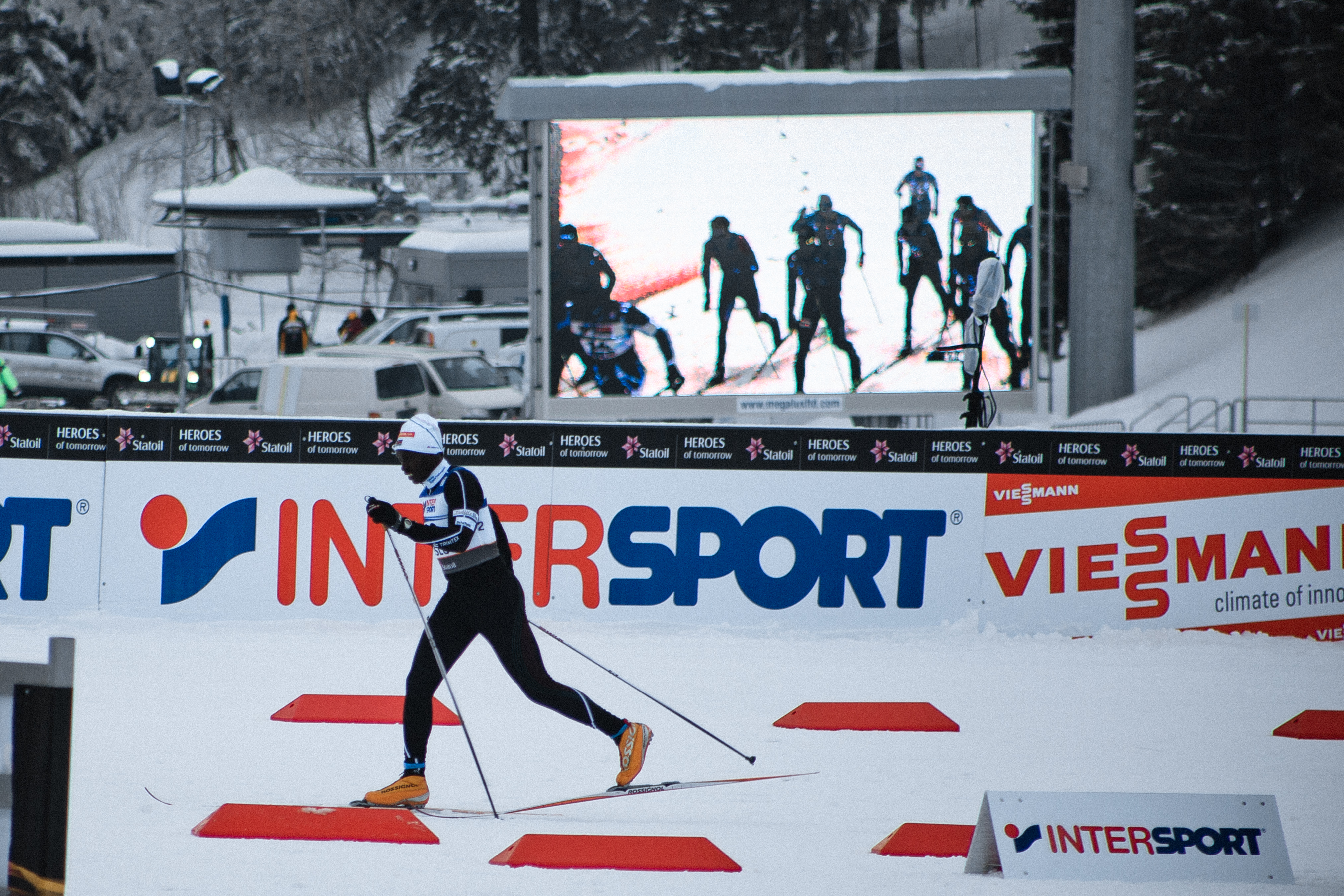
Philip Boit aux Championnats du monde d'Oslo en 2011.

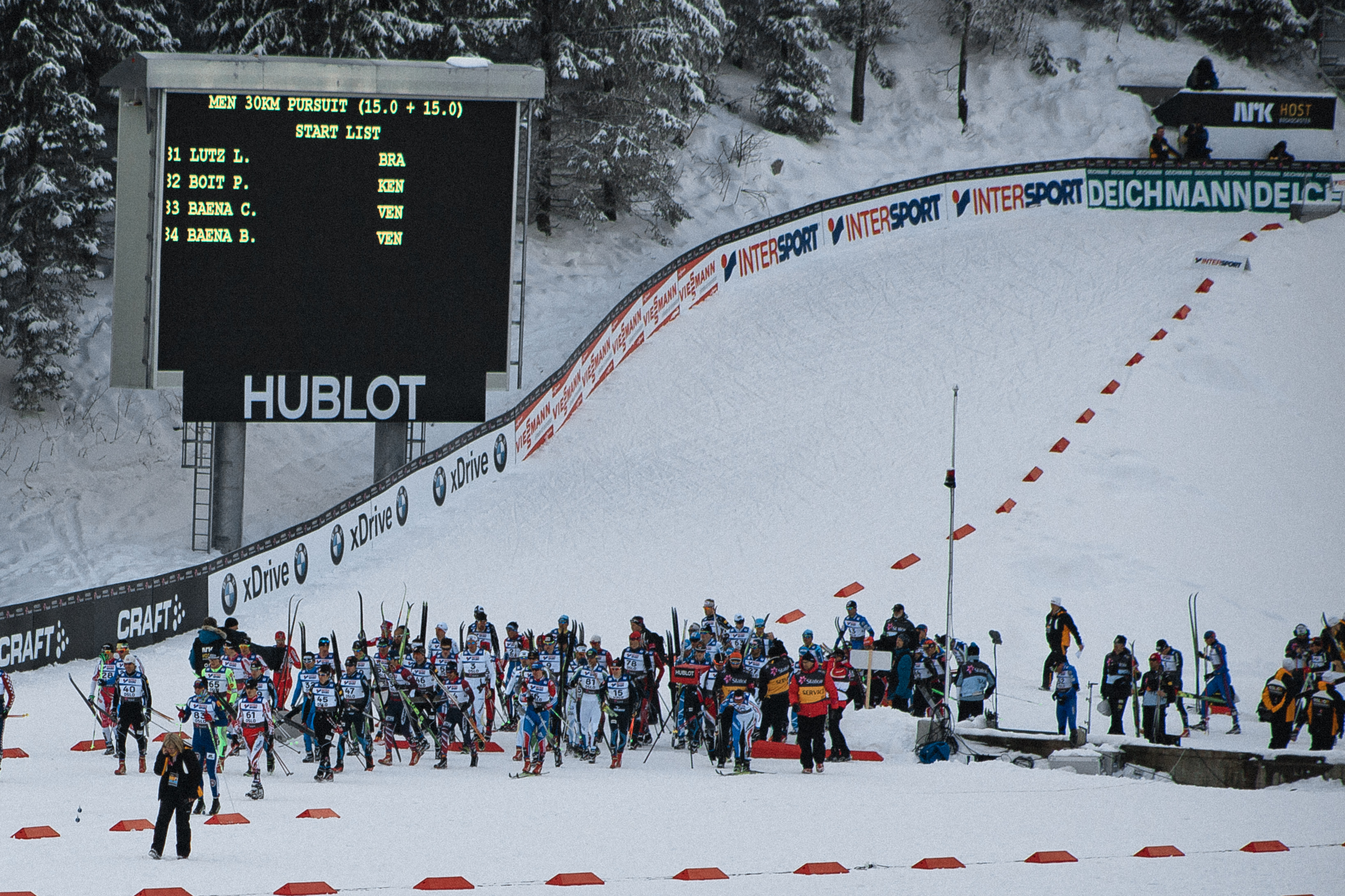
Départ du 30 km poursuite des Championnats du monde 2011. On peut voir le nom de Boit P. figurer sur le tableau d'affichage de la startlist.

En 2011, il déclare qu’il mettra un terme à sa carrière de skieur après sa participation aux championnats du monde sur le site d'Holmenkollen à Oslo en Norvège. Il est accueilli par le club de ski de Lillomarka pour préparer ces championnats du monde où il est entrainé par Bjørn Dæhlie qui le coache également durant toute la durée des championnats du monde.
Aux championnats du monde de ski nordique 2011 à Oslo il participe à trois types de course: le sprint en style libre où il finit 118 ème sur 120 skieurs, le 30 km de la poursuite, où il termine 78 ème sur 81 skieurs, et le 15 km en style classique, où il termine à la 108 ème place sur 113 concurrents.
S'il met fin à sa carrière sportive de haut-niveau en 2011, toutefois, l'année suivante, il continue la pratique du ski en participant à des courses populaires. Ainsi le 4 mars 2012, il participe, sur une proposition de Bjørn Dæhlie, à la Vasaloppet, une des courses populaires de ski de fond les plus célèbres dans le monde avec une distance de 90 kilomètres à parcourir entre Sälen et Mora en Suède.
À la question de savoir pourquoi il a accepté de participer à l'une des courses les plus dures au monde, il répond :
« Bjørn Dæhlie spurte meg foran 200 mennesker om jeg ville gå Vasaloppet, så da måtte jeg nesten takke ja. »
— Philip Boit,  interviewé par le Aftenposten le 15 février 2012

« Bjørn Dæhlie m'a demandé devant 200 personnes si je voulais participer à la Vasaloppet, alors j'ai presque dû dire oui »
— Philip Boit, interviewé par le Aftenposten le 15 février 2012
Il s’entraîne deux semaines à Holmenkollen avant la course. Il termine la Vasaloppet dans le temps de 8 h 9 min 45 s.
Quelques jours après il participe avec Bjørn Dæhlie à une autre course populaire en Norvège, la Birkebeinerrennet; mais pendant la course, en descendant une colline en ski, il manque de rentrer en collision avec un vieil homme avant de se jeter dans le fossé et de se blesser assez gravement pour ne pas pouvoir finir la course.

## Un pionnier pour l'Afrique

### Source inspirante pour d'autres athlètes africains
Philip Boit inspire de nombreux athlètes africains depuis sa prestation aux Jeux olympiques de Nagano. À leur sujet il dit :

« Ils se sont tous mis à la pratique hivernale parce qu'ils ont regardé la télévision en 1998 et se sont dit que si le Kenya pouvait le faire, ils le pouvaient eux aussi. Ils me disent : "Tu es un pionnier ! Sans toi, nous n'aurions pas pu nous aventurer dans les sports d'hiver"
. »

— Philip Boit, Propos rapporté par Le Comité international olympique
Le skieur nordique Isaac Menyoli, qui représente le Cameroun aux Jeux olympiques de Salt Lake City, déclare avoir débuté le ski-roues après avoir vu Philip Boit aux Jeux de Nagano.
Le skieur kényan a également été une inspiration pour des athlètes africains du Ghana, du Togo, de l'Éthiopie, de Madagascar et du Zimbabwe.

### Kényans ayant participé aux Jeux d'hiver à la suite de Philip Boit
Durant sa carrière de skieur Philip Boit n'a jamais été rejoint par d'autres athlètes kényans aux Jeux olympiques d'hiver en dépit des déclarations de Charles Mukora en 1998, ou les espoirs de Boit qui déclarait en 2002 à Salt Lake City, espérer voir d'autres kényans que lui aux Jeux de Turin de 2006.
En 2018 aux Jeux olympiques de PyeongChang, en Corée du sud, en tant que chef de mission pour la délégation kényane, il encadre la skieuse alpine Sabrina Simader qui est la deuxième sportive à représenter le Kenya aux Jeux olympiques d'hiver,.
Issa Laborde, vivant en France, participe aux Jeux olympiques de la jeunesse d'hiver de 2024 en Corée du sud en ski alpin, tout comme l'italo-kényane Ashley Tshanda qui y participe en ski de fond.
Ashley Tshanda est la première femme africaine à avoir participé aux Jeux olympiques d'hiver de la jeunesse, elle est la première à succéder à Philip Boit dans la discipline du ski de fond sous la bannière du Kenya. Elle déclare qu'elle prend pour modèle Philip Boit. Tout comme lui, elle souhaite devenir un modèle pour les autres nations :
« I hope that many other young people can see it as an amazing opportunity to try skiing. I think it’s time for Africa to fully come into winter sport. »
— Ashley Tshanda,  propos recueillis par Teddy Mullei pour The Star du 22 janvier 2024

« J'espère que beaucoup d'autres jeunes pourront voir cela comme une formidable opportunité d'essayer le ski. Je pense que c'est le moment pour l'Afrique de venir participer pleinement aux Jeux d'hiver. »
— Ashley Tshanda, propos recueillis par Teddy Mullei pour The Star du 22 janvier 2024
En 2024, l'entièreté des athlètes d'origine kényane qui ont participé à des Jeux d'hiver à la suite de Philip Boit, sont, jusqu’à cette date, des athlètes bi-nationaux ou résidant à l'étranger. Avec ces athlètes résidant à l'étranger et candidatant aux jeux d'Hiver, la prophétie de Charles Mukora de 1998 se réalise.

## Performances et résultats sportifs

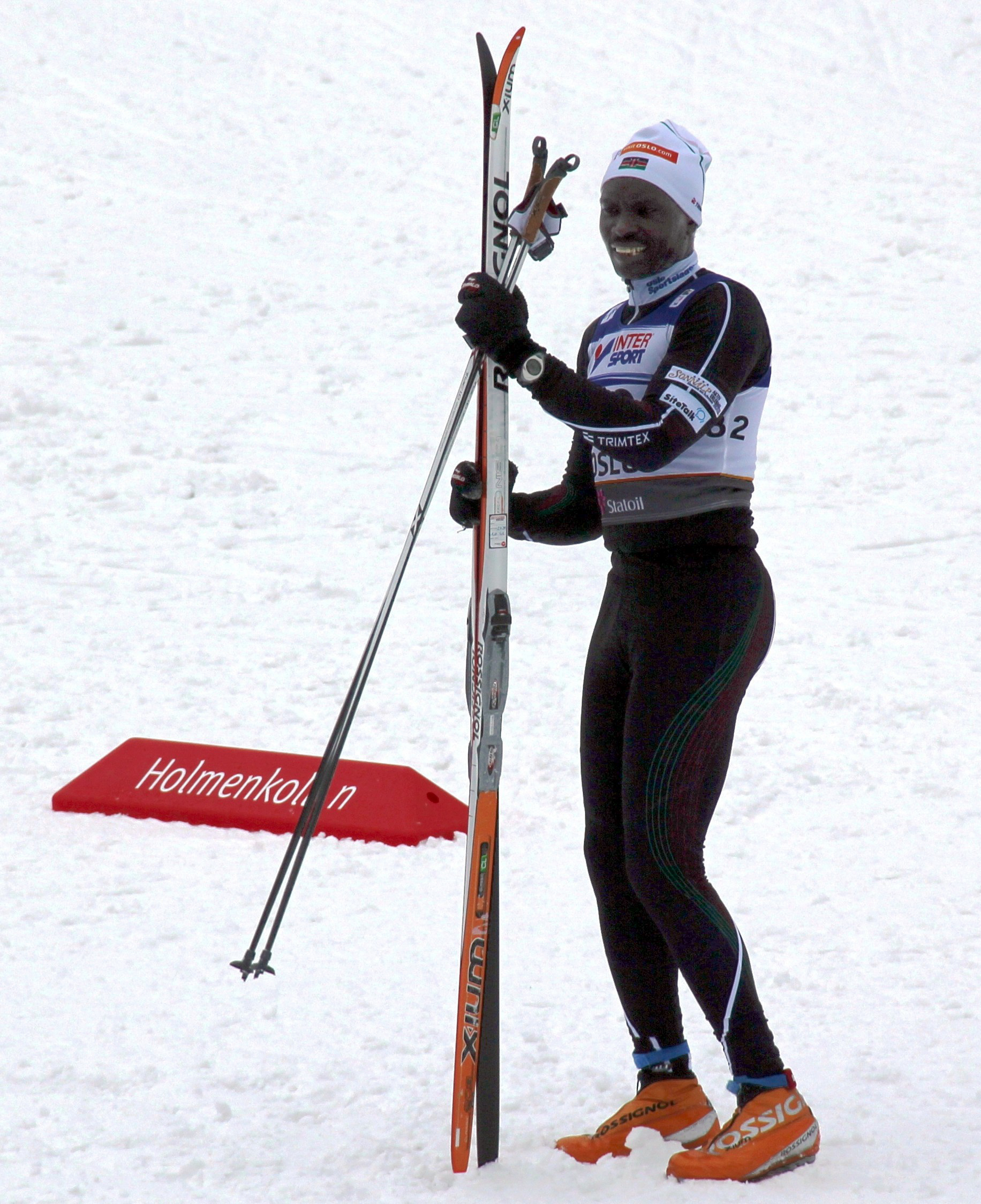
Philip Boit aux championnats du Monde à Oslo en 2011.

### Résultats de carrière
En 1997 l'entraineur de Boit et Bitok pour les Jeux de Nagano, Jussi Lehtinen, déclarait que les kényans pourraient rentrer dans le top 30 mondial des meilleurs skieurs nordiques dans les 5 ans. Il réitérait ses propos en 1998 en prévenant que ce n'était qu'une question de temps pour que les kényans ne rivalisent avec les meilleurs sur les pistes de ski de fond.
Selon l'agence Reuters, le meilleur résultat de Boit date des Jeux olympiques de Turin en 2006 où il termine devant huit autres skieurs à la 92e place, tandis que l'historien Cobus Rademeyer retient comme meilleur résultat sa 64eme place sur 71 concurrents aux Jeux olympiques de Salt lake City en 2002. Philip Boit n'est jamais parvenu à faire un podium, bien que cela était son intention au début de sa carrière.
La première apparition internationale de Philip Boit aux Jeux de Nagano remonte à 27 ans, 3 mois et 16 jours. Tout au long de sa carrière il a participé à 3 olympiades et 4 championnats du monde.

### Progression et performances
Tout au long des années il a amélioré ses performances à ski. Ainsi s'il terminait à 20 minutes du vainqueur du 10 kilomètres en style classique en 1998 à Nagano, 4 ans plus tard, Bjørn Dæhlie reconnaissait qu'il n'était plus qu'à 10 min du vainqueur au 10 km en style classique à Soldier Hollow lors d'une compétition pré-olympique; ceci malgré le fait qu'il a perdu son ski pendant la course et a mis 2 minutes pour le retrouver. 12 ans après Nagano, il n'a toujours que 10 min de retard sur le premier, Morten Eilifsen, à la Scandinavian Cup, à Vuokatti en style classique, mais sur une distance de 15 km. Aux 10 km du championnat du monde de 2011, son temps de 37 min 8 s est 9 min plus rapide que celui réalisé sur le 10 km de Nagano. De son côté, Reuters a établi qu’au cours des années, il était passé sur la distance de 10 km d’un temps chronométrique de 30 min 30 s à celui de 25 min 10 s et sur la distance de 15 km  d’un temps chronométrique de 47 min 26 s à celui de 39 min 15 s.
Bjørn Dæhlie a déclaré que Philip Boit skiait mieux que la plupart des Norvégiens[réf. nécessaire]. Kevin Sullivan considère qu'à Nagano Il était devenu en moins de deux ans un skieur respectable. La BBC rappelle qu'il reste un grand athlète selon les standards du sport amateur, bien meilleur que la plupart de ceux qui envisageraient de se moquer de ses performances.
Aux Jeux olympiques il a fait beaucoup mieux que Faissal Cherradi (pl) qui aux Jeux d'Albertville avait cumulé 43 min 31 s de retard sur le premier au 10 km en style classique, au point que, pour participer à la poursuite de 15 km, l'organisateur de course avait décidé d'avancer de 20 min l'heure de départ du skieur marocain,.
« Some people thought I was a joke, it was not nice. But I was very fit and I got better and better »
— Philip Boit, interviewé par Reuters pour The Star en février 2018

« Il y avait des gens qui pensaient que j’étais une blague, ce n’était pas gentil. Mais j'avais une bonne condition physique  et je me sentais de mieux en mieux. »
— Philip Boit, interviewé par Reuters pour The Star en février 2018

### Notoriété
Pour s'être entrainé en Finlande et en Norvège, Boit a acquis une certaine notoriété dans les pays nordiques, tout comme au Kenya.

#### En Finlande
Il a acquis une petite notoriété lors de ses entrainements à Lahti. Lors des championnats du monde à Oslo en 2011, la presse finlandaise le considère comme le skieur le plus célèbre de tous les concurrents des qualifications pour le 10 km homme et le favori du public, tout en le qualifiant dans le même temps de légende et de pire skieur du monde.

#### En Norvège
Il est considéré comme le skieur nordique le plus célèbre d’Afrique par la presse qui le surnomme « kenyanske skilegenden » (« la légende du ski kényan »). En 2012 il était ambassadeur pour l'organisation norvégienne d'aide à l'éducation en Afrique Utdanningshjelpen, avec Bjørn Dæhlie: ils ont récolté ensemble de l'argent en participant à la Birkebeinerrennet.

#### Au Kenya
Il est qualifié de « Kenya's skiing 'superstar' » (« "superstar" du ski du Kenya ») par la presse au Kenya. The standard annonce que « The most famous cross-country skier in Olympic history is a Kenyan » (« Le skieur de fond le plus célèbre de l'Histoire olympique est un Kényan »).
À Eldoret il a ouvert une épicerie qu'il a nommé Skier Supermarket en référence à sa notoriété de skieur.
Parmi les sportifs kényans, George Muiruri, candidat aux Jeux olympiques de 2006 de Turin en patinage de vitesse, a déclaré être inquiet de la réputation des kényans aux Jeux olympiques d'hiver parce qu'Henry Bitok n'a jamais pu se qualifier pour les Jeux et que Philip Boit a fini dernier de sa course à Nagano en 1998 et dans les dernières places à Salt Lake City en 2002, alors qu'il a lui-même l'ambition de laisser sa marque dans son sport aux Jeux de Turin (George Muiruri n'a pas participé aux Jeux olympiques de Turin.) Tandis que la skieuse de fond italo-kényane Ashley Tshanda déclare, à l'âge de seize ans, que Philip Boit est un modèle.
Il est nommé au Safaricom Sports Personality of the Year Awards (SOYA) (en) dans la catégorie Community Hero/Heroine
en 2012.

#### Au Royaume-Uni
Il est associé à la figure du « Hopeless loser » (« perdant éternel ») que tout le monde aime selon The Guardian qui ajoute que Boit a saisi notre imaginaire à Nagano. La BBC le classe dans la catégorie de « also-rans » (« ceux qui ont aussi couru ») et des « no-hopers » (« sans-espoirs ») et estime que « the crowds love the also-rans for their effort and their never-say-die attitude » (« la foule aime les "ceux qui ont aussi couru" pour leur effort et leur jusqu'au boutisme. »); ce qui leur octroie une célébrité certaine selon le média britannique
.

## Controverses concernant Nike
La présence du Kenya aux Jeux olympiques d'hiver est fortement liée à l'influence de l'équipementier Nike dont le sponsoring des deux skieurs kényans suscite de nombreuses critiques liée aux intentions commerciales de l'entreprise américaine qui est accusée notamment de chercher à faire un « coup de pub. »

### Présence de Nike aux Jeux olympiques de Nagano

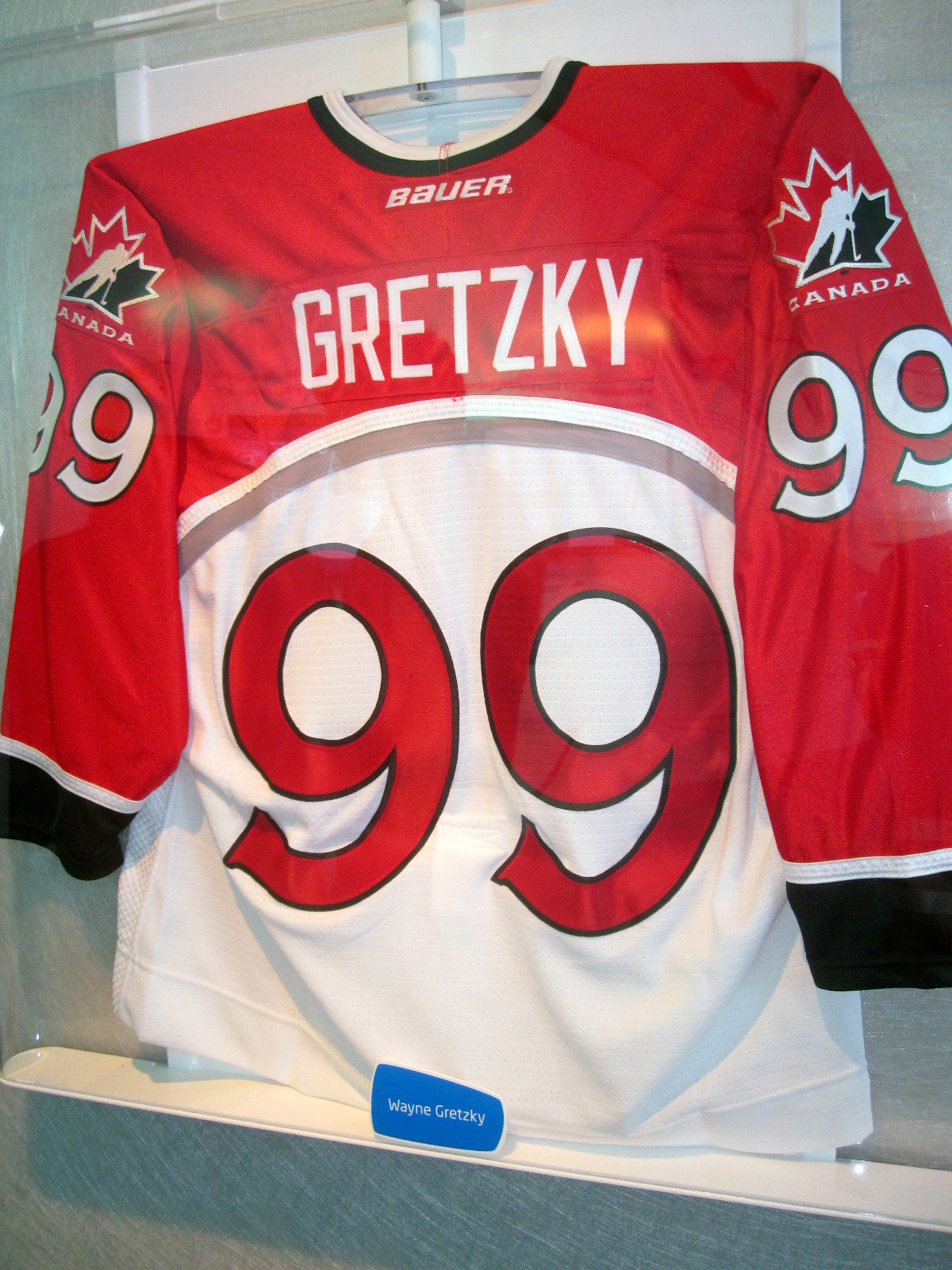
Tenue du hockeyeur canadien Wayne Gretzky conçue par Nike-Bauer pour les Jeux de Nagano.

Depuis 1994 Nike s’est largement impliqué dans les Sports d’hiver. La société a investi: dans le Hockey en faisant l'acquisition de Bauer Hockey et en signant un partenariat avec la fédération internationale de hockey, dans le ski en sponsorisant l'athlète Picabo Street et l'équipe de snowboard du Canada, dans une campagne de publicité sur ses athlètes féminines présentes aux Jeux de Nagano, basée sur des slams de la scène des poètes américains recrutée par des annonces dans les journaux,.
En 1998 aux Jeux de Nagano, la marque veut faire une percée dans le monde des sports d'hiver,. Elle n'est pas sponsor officiel de ces Jeux, mais comme elle équipe un quart des athlètes présents à Nagano, soit 600 athlètes sur un total de 2 600, elle est visible sur tous les sites de compétition et sur les écrans télé dans le monde entier.
Sa visibilité est encore plus forte sur la chaîne américaine CBS dont les 1 800 employés, y compris les journalistes qui passent à l'antenne lors des retransmissions des jeux par CBS (en), portent une veste spécialement conçue par Nike pour la chaîne de télévision dans le cadre d'un partenariat,,,,,
,. À Nagano, la marque n’est pas sponsor officiel et à ce titre n’a pas le droit d’utiliser les anneaux olympiques ou le nom de Nagano sur ses produits; aussi la veste de CBS comporte l'inscription « CBS, Winter Games 1998 », un logo figurant des montagnes et la  grande virgule Nike, appelée le « Swoosh » en langue anglaise et qui constitue le logo de la marque.
Mais depuis les excès marketing aux Jeux olympiques d'été de 1996 d'Atlanta, où Nike était accusé de faire de la promotion à outrance sans être sponsor officiel des Jeux, le Comité international olympique a changé les règles de publicité pour les sponsors. Ainsi en 1998 Nike n'a pas accès à l'espace olympique et doit ouvrir à Nagano un centre d'accueil des athlètes, qualifié de discret par les journalistes, dans un ancien garage près du centre de presse des Jeux, appelé Car Town,,,.
L’équipementier japonais Mizuno, le sponsor officiel des Jeux de Nagano, déclare veiller à ce que Nike respecte le code de conduite des sponsors et considère que Nike ne fait pas d’ambush marketing à Nagano. Toutefois on observe que 27 ans plus tard le sponsoring de Philip Boit par Nike est présenté en exemple dans les médias comme un cas d'ambush marketing.

### Avis dans la presse concernant le sponsoring des skieurs kényans par Nike

Le logo Nike appelé le Swoosh en anglais, ou virgule en français.

À Car Town Nike organise une conférence de presse avec les skieurs kényans,
, avant la course de Boit prévue le 12 février. Le lieu est décrit comme un grand hangar gris,, « Slick videos, Kenyan food, Finnish coaches — everything but geisha girls for the assembled media. » (« Vidéos très chics, cuisine kenyane, entraîneurs finlandais – tout sauf des geishas pour les journalistes présents »). Les skieurs kényans Boit et Bitok portent la tenue sportive de leur sponsor avec le « swoosh » mis en évidence, sur le bonnet, le col et le pull pour les caméras. Une Parka aux couleurs de l'équipe du Kenya brodé d'un swoosh est exposée au mur.
Après la critique sévère du secrétaire général de la Fédération internationale de ski , Gian-Franco Kasper, considérant que Nike fait une opération de markéting avec les skieurs kényans pour gagner des parts de marché dans les sports d'hiver, Nike avait affirmé qu'aucune publicité ne serait associée à la présence des kényans aux Jeux olympiques de Nagano; déclaration qui rentre en contradiction avec les observations faites par les journalistes présents à la conférence de presse à Car Town à Nagano. Ainsi le journaliste Dino Di Meo écrit à propos de cette conférence de presse que : « Le coup de pub a bien marché, puisque Philippe Boit, le coureur devenu fondeur, a été assailli par la presse ». Cet avis est largement partagé par les journalistes qui sont nombreux à parler de coup de pub,,,, ou par des chercheurs universitaires à postériori.
Michael Payne, le directeur marketing du comité international olympique déclare que les critiques à l'adresse de Nike sont injustes. Selon lui, bien que Nike ne soit pas sponsor officiel des Jeux olympiques, son sponsoring des athlètes leur fournit une aide indirecte contribuant à leur développement.

#### Création d'une feel-good story

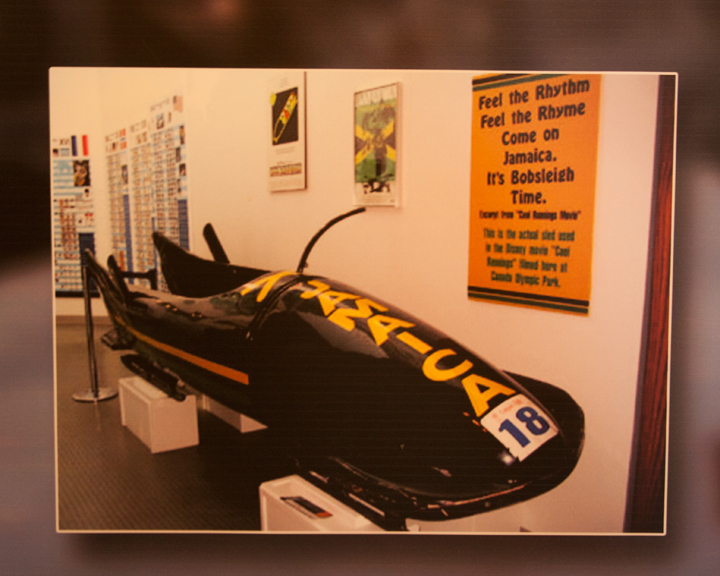
Exemplaire du bobsleigh, ayant servi d'accessoire au film Rasta Rockett, exposé au Parc national olympique du Canada à Calgary.

Pour les journalistes cette histoire de skieurs kényans est un bon story-telling de la part du service marketing de Nike pour créer la « feel-good-story of the Nagano Games »,,, ou la « TV-perfect Olympic story » (« la parfaite histoire olympique  pour la tv »), à l'image de ce qu'il s'était passé, en 1988, aux Jeux olympiques de Calgary pour l'équipe de Bobsleigh de Jamaïque,,,. Dans le même temps cette « histoire » laisse pantois au point que des journalistes posent « the question of whether Kenyans skiing is a joke » (« la question de savoir si des kenyans sur des skis est une blague. »).

#### Les skieurs kényans considérés comme un artefact
Les journalistes notent l’aspect artificiel de cette histoire, qui semble avoir été écrite sans les principaux intéressés. Ken Rosenthal (en) dans le Baltimore Sun voit cela comme une expérience dans un tube à éprouvette. Gary Shelton écrit que Nike est en train de créer sa créature ex nihilo :  
« The company is creating its own athletes. Someone help me out here: Is this story Cool Runnings or Blade Runner? »
— Gary Shelton,  The Tampay Bay Times, 11 février 1998

« L’entreprise est en train de créer ses propres athlètes. Quelqu’un pour me sortir de là: est ce que c’est Rasta Rockett ou Blade Runner? »
— Gary Shelton., The Tampay Bay Times, 11 février 1998
Il explique que ce qui différencie les autres athlètes sponsorisés par la marque, tels Michael Jordan et Tiger Woods, des skieurs kényans c’est que Nike est allé chercher les premiers pour leurs talents sportifs tandis qu’ils essaient d’en trouver aux seconds. Bob Wojnowski (en) ne cache pas sa déception dans le Detroit news, et écrit à propos des skieurs kényans :
« These are not athletes clearing hurdles to reach their Olympic dream. These are marketing pawns financed by well-heeled publicity seekers »
— Bob Wojnowski,  The Detroit News du 11 février 1998.

« Ce ne sont pas des athlètes qui effacent les haies pour atteindre leur rêve olympique. Ce sont des pions d'une stratégie marketing conçue par de riches publicitaires »
— Bob Wojnowski, The Detroit News du 11 février 1998.
Beaucoup de journalistes trouvent que Nike va trop loin avec son soutien des kényans.

#### Questionnement sur la bienveillance de la démarche de l'entreprise Nike
Pour Gary Shelton, du Tampa Bay Times, il est malaisant de voir que Nike cherche à faire passer son âpreté au gain pour de la bienveillance à l'égard des kényans :
 
« It is bothersome when a company tries to pass off business as benevolence »
— Gary Shelton,  The Tampay Bay Times, 11 février 1998

« C'est gênant quand une compagnie essaie de faire passer du business pour de la bienveillance »
— Gary Shelton., The Tampay Bay Times, 11 février 1998
Bob Wojnowski du Detroit News écrit aussi sur la question de la bienveillance du sponsoring des kényans : 
« the problem with Nike, and by complicity, the Kenyans, is that they call it a business when it fits, and benevolence when someone questions it. »
— Bob Wojnowski,  The Detroit News du 11 février 1998.

« Le problème avec Nike , et par complicité les kényans, c'est qu'ils appellent ça du business quand ça leur convient, et de la bienveillance quand quelqu'un la remet en question. »
— Bob Wojnowski, The Detroit News du 11 février 1998.
Pour le Orlando Sentinel, Nike brouille les pistes entre marketing et contrôle mental. Gary Shelton conclut en écrivant qu'il y a deux histoires dans cette histoire, deux manières de voir les choses mais qui pourtant sont indissociables : 
« Personally I think two stories are at play here. The first is that of the skiers, and it is one of those feel-good stories, a quirky story of athletes from a nation you wouldn't expect competing in a sport that is strange to their countrymen. The second is of a company that would have put a swoosh on Darth Vader's light saber if it thought it would sell sneakers. »
— Gary Shelton,  The Tampay Bay Times, 11 février 1998

« Personnellement, je pense qu'il y a  deux histoires ici. La première est celle de skieurs, et c'est une de ces feel-good stories , une étrange histoire d'athlètes d'une nation qu'on ne s'attendrait pas à voir concourir dans un sport méconnu de leurs compatriotes. La seconde concerne une compagnie qui aurait mis un swoosh sur le sabre laser de Dark Vador s’il pensait que ça ferait vendre des baskets. »
— Gary Shelton., The Tampay Bay Times, 11 février 1998

#### Questionnement sur l'exploitation des athlètes par l'entreprise Nike

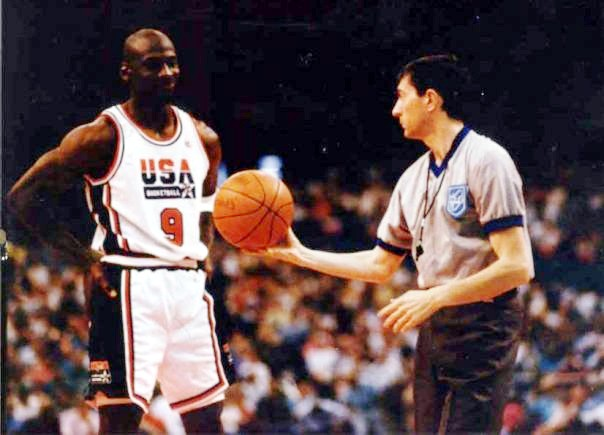
Michael Jordan aux Jeux de Barcelone en 1992 dans la tenue Reebook officielle

Un questionnement éthique sur la relation de Nike et des skieurs kényans né des préoccupations journalistiques du fait de la culture marketing de la marque pour optimiser ses bénéfices.
La presse américaine rappelle que la stratégie marketing de Nike est jugée agressive. Ce constat se fait notamment depuis les Jeux olympiques d'été de 1992 à Barcelone, où l'équipementier a été critiqué pour l'attitude de son porte-drapeau Michael Jordan qui a recouvert, avec le drapeau américain, le logo de sa veste Reebok qui était alors fournisseur officiel de l'équipe américaine de Basket-ball. L'édition des Jeux olympiques d'été à Atlanta, en 1996, a également suscité les critiques des grandes marques du sport, dont Nike, qui pratiquaient des techniques d'ambush marketing (technique de publicité sauvage apparue lors des Jeux olympiques d'été de 1984 à Los Angeles), en sollicitant les athlètes qu'elles sponsorisaient pour faire la promotion de leurs produits et assurer leur visibilité dans le cadre des Jeux olympiques alors même qu'elles n'étaient pas qualifiées pour être sponsors officiels de l'évènement et ne reversait aucune redevance à l'organisateur, comme le faisaient les sponsors officiels pour obtenir un droit à la publicité dans ce même cadre.
C'est dans ce contexte qu'à Nagano des journalistes posent des questions sur une possible exploitation des athlètes kényans par la grande multinationale qu'est Nike pour ses propres intérêts de marque. La question de savoir si ce sponsoring est de l'exploitation ou de l'assistance est posée à plusieurs reprises pendant la conférence de presse qui a lieu à Car town.

Charles Mokura, président du comité national olympique du Kenya répond aux journalistes présents :
« Who is exploiting whom, my friend? We've had a sponsorship contract with Nike since [1991]. We could not have gotten Phillip here (...) without Nike's assistance. Because of this first step we are going to be on the program of international winter sports from now on. (...) We are encouraging Kenyan youth, through our embassies, who live in Scandinavia, Canada, Germany, the United States and so on to participate in winter sports. »
—  Charles Mokura,  propos relatés dans le Washington Post du 11 février 1998

« Qui est en train d'exploiter qui, mon ami? Nous avons eu un contrat de sponsoring avec Nike depuis [1991]. Nous n'aurions pas pu avoir Phillip ici (...) sans l'assistance de Nike. Du fait de ce premier pas nous allons être inclus dans le programme des sports d'hiver internationaux. Nous sommes en train d'encourager, par le biais de nos ambassades, la jeunesse kényane qui vit en scandinavie, au Canada, en Allemagne, aux États-Unis à participer aux jeux d'hiver. »
— Charles Mokura, propos relatés dans le Washington Post du 11 février 1998
Ce que commente Rosenthal, dans le Baltimore Sun (Rosenthal 1998) , comme suit : 
« Why would a self-respecting nation want to turn its best and brightest students into Winter Olympians? Because Nike is paying. Because Big Brother is watching. Because everyone else has lost his soul »
— Ken Rosenthal, Article du Baltimore Sun du 11 février 1998

« Pourquoi une nation qui se respecte voudrait-elle transformer ces meilleurs et plus brilliants étudiants en athlètes des Jeux Olympiques d'hiver? Parce que Nike paye. Parce que Big Brother regarde. Parce que tout le monde a perdu son âme »
— Ken Rosenthal, Article du Baltimore Sun du 11 février 1998
Pour Michael Wilbon (en) du Washington Post, il y a un entêtement des journalistes à vouloir absolument envisager le sponsoring de Nike comme une exploitation du « petit » par le « grand méchant »

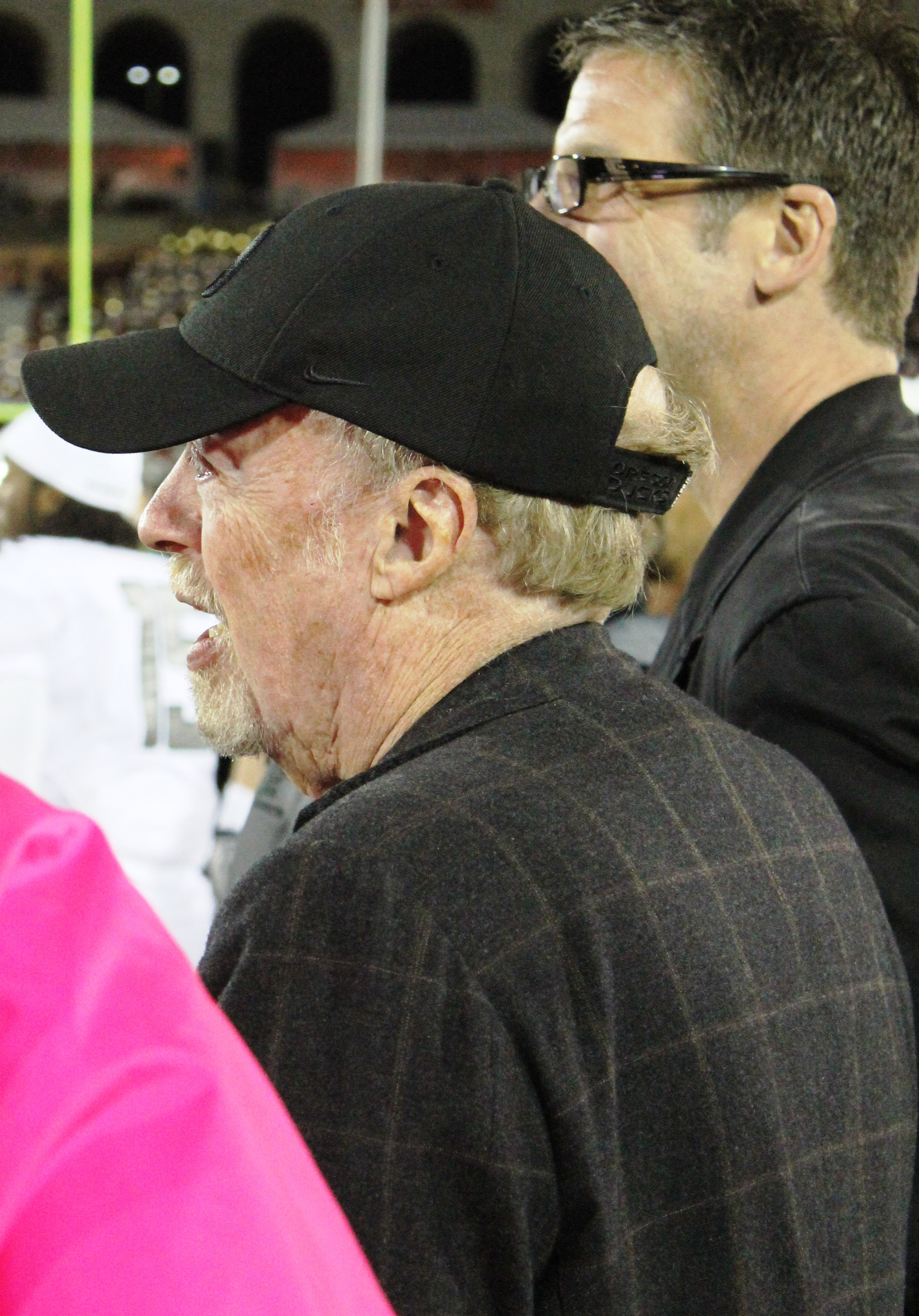
Phil Knight, fondateur de la société Nike.

Ken Rosenthal écrit le 11 février 1998 dans le Baltimore Sun (Rosenthal 1998) qu'il est clair qu'on ne peut pas parler d'exploitation des kényans et que pour savoir qui Nike exploite, il faut regarder du côté des usines asiatiques où Nike fabriquent ses produits dans des usines où les ouvriers sont sous-payés et maltraités comme a pu le montrer depuis le début des années 90 Jeffrey Ballinger (en). En effet dans les années 90 Nike est accusé d'exploiter les ouvriers asiatiques (en) et de les payer 2 dollars par mois en Indonésie là où le minimum pour survivre était de 4 dollars par mois,
; l’équipementier mobilisant alors contre lui nombre d'activistes du mouvement anti-sweatshop (en) luttant contre les ateliers de misère. En 1997, Phil Knight, fondateur de Nike, déclare, au sujet des ateliers de misère, que son entreprise est une entreprise modèle et que la qualité de l'air dans ses usines de chaussures en Asie est meilleure que celle de Los Angeles. Dans le Orlando Sentinel on pose la question : 
« If the company is more about [kenyans'] public relations than human relations [with Vietnameses workers], why should we now believe it is assisting the Kenyans out of the goodness of its heart? »
— Orlando Sentinel,  paru le 11 février 1998

« Si l’entreprise s’occupe davantage de relations publiques avec [les skieurs kényans] que de relations humaines [avec les travailleuses vietnamiennes], pourquoi devrions-nous désormais croire qu’elle aide les Kenyans par bonté d’âme ? »
— Orlando Sentinel, paru le 11 février 1998
.

#### Critique de l'attitude journalistique à Nagano à l'égard de l'entreprise Nike
Dans le Washington Post du 10 février 2024 (Wilbon 1998) le journaliste Michael Wilbon (en) écrit que les critiques envers Nike n'ont pas lieu d'être et que les journalistes ne prennent pas assez au sérieux les kényans, ou pire pensent que mettre des africains sur des skis n'est jamais qu'une vaste blague. Selon lui les journalistes qui couvrent les Jeux pensent injustement que les kényans en tant que skieurs sont une imposture, ceci à l'encontre des faits qui montrent que Philip Boit a réussi à remplir les conditions du comité international olympique pour avoir le droit de participer aux Jeux. Wilbon écrit que les journalistes développent un préjugé sur les capacités des africains à faire du ski; le même type de préjugé que l'on développait quelques années plus tôt à propos des coureurs kényans quand les journalistes leur prédisaient qu'ils ne pourraient jamais réussir à la course à pied sur des distances supérieures à celles des sprints, alors que depuis, en  1998, les kényans dominent les distances de fond et de demi-fond.
Jason Whitlock (en), pour sa part, écrit, dans The Kansas City Star, qu’il était assez embarrassant de voir autant de questions hostiles aux kényans dans cette conférence de presse.

### Répercussions de l'affaire Baskin: le partenariat CBS-Nike comme toile de fond des Jeux
L'affaire Baskin est une affaire qui a éclaté en plein Jeux olympiques de Nagano et qui a remis en cause le rôle de la stratégie marketing de l'entreprise Nike et l'indépendance du média CBS dans le traitement de cette même stratégie marketing, notamment celle concernant le sponsoring des skieurs kényans.

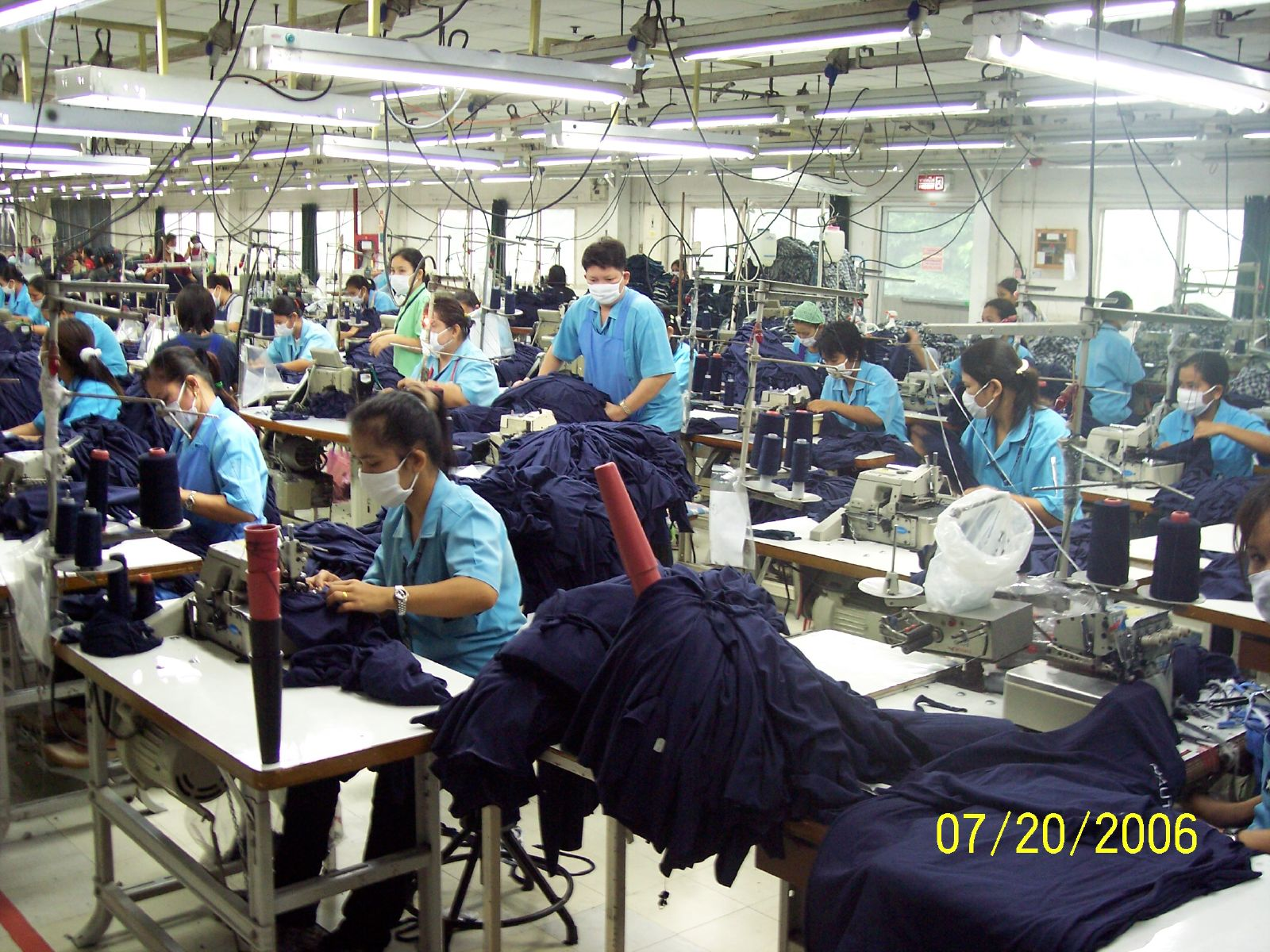
Usine de vêtement en Thailande

#### Accusations de Roberta Baskin
Alors que depuis les années 90  la marque Nike, avec d'autres grands groupes de l'habillement, est accusée d'exploiter des ouvriers en Asie qui fabriquent leurs produits dans ce qui est appelé des sweatshops, ou ateliers de misère, le même jour où les journaux publient leurs compte-rendus de la conférence de Nike avec les skieurs kényans, le  Washington Post  révèle dans son édition du 11 février 1998 que Roberta Baskin (en), journaliste d'investigation à CBS News pour l'émission de reportages 48 heures (en), se plaint auprès de sa direction, dans une lettre interne intitulée « A Report on CBS and Nike » (« Un rapport sur CBS et Nike »), qu'on ne rediffuse plus à l'antenne depuis juillet 1997,, son reportage de 10 min d'enquête, sur les mauvaises conditions de travail au Viêt Nam dans les usines fabriquant les chaussures Nike,,, qui avait été diffusé la première fois le 17 octobre 1996. Roberta Baskin déclare par ailleurs qu'on l'empêche de poursuivre ses enquêtes sur Nike,,.
Selon elle Nike s'est plaint auprès de CBS news de la diffusion de son enquête, et a remis en cause le partenariat de sponsoring de CBS par Nike pour la couverture des Jeux de Nagano,. En voyant les journalistes de CBS porter des vestes au logo Nike aux Jeux de Nagano, Roberta Baskin conclut à une collusion entre Nike et CBS pour censurer son travail,, et protéger l'accord financier entre les deux entreprises pour la couverture des Jeux,.
| - Andrew Heyward - Susan Zirinsky |

Cette lettre interne à sa direction met le feu au poudre: Le président de CBS news Andrew Heyward (en) nie les allégations de Baskin,, dénonce son manque de professionnalisme,, la traite d'irresponsable,, d'affabulatrice et déclare que ses accusations sont insultantes pour CBS, précisant que le refus de rediffuser son reportage est indépendant de l'accord entre CBS et Nike et que son reportage n'a pas été rediffusé parce qu'il n'était pas assez bon,; bien que ce reportage a été présenté pour un Dupont award (en) par CBS. La productrice de 48 heures, Susan Zirinsky (en) désavoue sa reportrice,. Lee Weinstein, le directeur de la communication chez Nike, nie une quelconque pression de Nike sur CBS, raillant plutôt un manque d'objectivité de Roberta Baskin et un parti pris de ses prises de positions,. Il indique que la fourniture des vestes Nike avec leur logo est un arrangement commercial avec CBS en échange de temps d'antenne, afin de faire connaître les produits de la marque,.
Dans un article du  Walt Street Journal (Rushford 1997) Greg Rushford affirme que Nike avait déjà réglé tous les problèmes qu'évoque Baskin dans son reportage avant même que la reportrice ne commence son enquête au Viêt Nam. Baskin aurait voulu répondre à cet article de Rushford mais sa direction l'en a empêché parce qu'elle estimait que sa réponse manquait d'objectivité.

#### Les journalistes de CBS«panneaux publicitaires»pour le marketing de Nike
Roberta Baskin (en) considère que le fait de porter des vestes au logo de Nike pose des problèmes de déontologie journalistique à CBS news,. Dans les faits la présence du logo Nike à l'antenne viole le code éthique de la chaîne. Le directeur Andrew Heyward (en) répond aux critiques en déclarant qu'il a demandé aux équipes de ne plus porter à l'antenne ces vestes,.
Pour beaucoup les journalistes de CBS sont devenus des panneaux publicitaires pour Nike aux Jeux olympiques,. D'autant plus qu'à Nagano Dana McClintock, porte-parole de CBS Sports, dit que les reporters continueront à porter les vestes ornées du swoosh,, simplement parce qu'il y a un contrat avec Nike que CBS ne peut pas dénoncer: « We can't disclose the terms of the contract, but Nike is paying CBS and we're wearing » (« Nous ne pouvons pas révéler les termes du contrat, mais Nike paye et nous portons les vestes »).
En commentaire de cette affaire Mokhiber et Weissman écrivent dans The Multinational Monitor (en): « That's what commercial television is about -- bowing down to the almighty corporation. » (« C'est la nature de la télévision commerciale: s'aplatir devant la toute-puissante compagnie. »),.
Ken Rosenthal considère l'accord Nike-CBS comme une  vassalisation de la chaîne de télévision à l'équipementier qui remet en cause le professionnalisme et l'indépendance de CBS et qui explique, selon lui, pourquoi CBS participe à la « feel-good-story » de Nike sur Philip Boit sans développer d’esprit critique. Il écrit pour dénoncer une compromission de CBS avec Nike :
« No one forced Philip Boit and Henry Bitok to quit track and field for cross country skiing. Still, you should know that they’re the products of a Nike brainstorm session, because CBS sure as heck isn’t going to tell you. CBS workers are parading around Nagano in winter coats with Nike swooshes. They wouldn’t dare squeal on their corporate bedfellows when they’re getting freebie apparel. Of course, CBS isn’t alone in selling out. 
Prince Albert? Nike.
The People’s Republic of China? Nike. 
The moon, the stars and the heavens above? Nike. »
— Ken Rosenthal, Baltimore Sun du 11 février 1998

« Personne n'a forcé Philip Boit et Henry Bitok à quitter les pistes d'athlétisme pour le ski de fond. Bien que vous devriez savoir qu'ils sont les produits d'un brainstorming chez Nike, parce que, c'est sûr, que  CBS, comme pas deux, ne va pas vous le dire. Les employés de CBS sont occupés à parader dans les rues de Nagano dans des vestes d'hiver estampillées de virgules Nike. Ils n'oseraient pas crier sur leurs collègues de boulot chez Nike quand ils sont fournis gratuitement en vêtements. Naturellement, CBS ne sont pas les seuls à se vendre. 
Le Prince Albert? Nike. 
La République populaire de Chine? Nike. 
La lune, les étoiles et tout le firmament qui est au dessus? Nike. »
— Ken Rosenthal, 
Pour Naomi Klein cet épisode de l'affaire Baskin peut s'expliquer par le fait que les entreprises comme Nike ne font pas seulement en sorte que de facto les médias soient leur agences de publicité, mais elles demandent à ces mêmes médias de devenir réellement leurs agences de publicité en les aidant à créer leur publicité.

#### Avis conclusifs de la presse8 moisaprès l'affaire Baskin
Le Journaliste Todd Gitlin écrit qu'il n'y a pas forcément de lien entre la non-rediffusion du reportage de Baskin et la relation CBS-Nike et aucune preuve d'un quelconque lien. Toutefois les apparences ne servent pas CBS dans sa réputation journalistique et beaucoup de ses employés se posent des questions sur l'indépendance de la chaîne. Selon son informateur qui travaille à CBS depuis 20 ans : 
« With news the way it’s going, there’s a potential for meddling »
— Todd Gitlin, propros recueilli pour Observer

« Avec la manière dont les actualités sont en train d'évoluer, il y a un potentiel d'ingèrence »
— Todd Gitlin, propros recueilli pour Observer
Pour Dirk Smillie, dans The Nation, la direction n'a pas apprécié le reportage sur les usines au Viêt Nam car elle était très consciente des millions de revenu en publicité découlant du sponsoring de Nike pour les Jeux de Nagano. CBS a souhaité rapidement tourner la page: ils se sont séparés de Roberta Baskin et ont supprimé son reportage de la banque d'image de la chaîne le rendant invisible, y compris pour les autres chaines d'information qui feraient des demandes pour le rediffuser sur leur propre réseau.

### Analyse de la journaliste Naomi Klein du sponsoring des kényans par Nike

Logo de No Logo

Un peu moins de deux ans après les Jeux de Nagano, la journaliste Naomi Klein dans son livre No logo, paru en 2000, a analysé le cas des kényans dans la logique marketing de Nike. Elle analyse la stratégie de Nike comme essayant de faire tomber les limites entre le sponsor et le sponsorisé, afin que son nom de marque devienne la définition même du sport, en lieu et place du sport professionnel, des jeux olympiques ou des athlètes eux-mêmes.
Elle décline en trois étapes la stratégie marketing de Nike: 
1. Transformer des athlètes en superstars et associer leur image à un idéal sportif.
2. Mettre en opposition la marque et ses athlètes à l'ordre établi.
3. Faire en sorte que la marque soit présente partout[87].

Klein analyse la première étape, celle de créer une célébrité sportive, en notant que Nike a choisi de mettre en scène dans ses publicités télévisuelles ses athlètes en train de pratiquer des sports qui ne sont pas leurs sports professionnels, afin de transmettre l'idée même du sport: le  tennisman André Agassi joue au golf. Bo Jackson joueur de baseball et de football américain pratique toutes sortes de sports tout au long de la campagne publicitaire « Bo knows (en)... », à la manière d'un sportif totalement polyvalent,.
Cette narration marketing faite pour des clips publicitaires, où les athlètes expriment l’idée du sport même dans les sports qu’ils ne connaissent pas; Klein pense que Nike a voulu l'appliquer en grandeur nature dans la compétition sportive en sponsorisant les deux kényans et en les exposant à un environnement, les pays nordiques, la neige, le froid, qui leur est totalement étranger, à un nouveau sport, le ski de fond dont ils ne connaissent même pas l’existence. Elle estime que les coureurs kényans représentent une pure idée du sport (du moins comme le marketing de Nike se l'imagine) à laquelle Nike veut être associé. Selon elle, Nike les voit comme les « Living spécimens of sports incarnate » (« spécimens vivants du sport incarné »). En déterritorialisant ces « spécimens », en les projetant dans les affres du ski de fond, Klein pense que dans sa logique marketing, Nike cherche à créer un « moment of pure sporting transcendence » (« pur moment de transcendance sportive ») où  les athlètes surmonteraient tous les obstacles pour finalement réussir à exceller dans le nouveau sport. Cela serait une transformation permettant l'émancipation de l'homme sur la nature, le déterminisme physique, l'appartenance nationale; autant d’arguments pour le marketing publicitaire de la marque.
Pour Klein , ce que Nike a fait avec les kényans est la quintessence de la marque. Nike met l'entreprise au même niveau que les athlètes . L'entreprise n’est plus un simple vendeur de vêtements se contentant d'habiller le monde du sport, mais elle  participe à ce monde en tant qu’acteur, devient une marque-sujet. Une fois que la marque est aux côtés de ses athlètes sur la scène du sport, elle attire non plus simplement des clients mais des sportifs fans et admirateurs de la marque.

### Déclarations de Nike

#### Stratégie de communication de Nike à la conférence deCar Town
À la conférence de presse à Nagano, Nike ne veut pas débattre sur les circonstances et intentions précises du sponsoring des kényans et le porte parole de Nike minimise le rôle de son entreprise dans la décision de Boit de se lancer dans le ski de fond, expliquant qu’il s’agit d’un désir personnel du kényan. Les kényans sont encouragés à ne pas répondre à la question d’un journaliste leur demandant s’ils courent pour leur pays ou pour une marque.

#### Déclarations de la communication de Nike en réponse aux critiques
- Nike déclare que ses intérêts à sponsoriser les kényans sont sportifs et non d'ordre commercial et que probablement ils les sponsoriseraient pour le championnat du monde jusqu'en 2001; allant jusqu'à affirmer qu'ils travaillent sur un projet de centre d'entrainement en altitude au Kenya pour les skieurs[6].

- Martha Benson, porte-parole de Nike, déclare que Nike sponsorise les deux kényans depuis 1991, qu’il n’y a donc rien de nouveau et elle implique les représentants du Kenya en précisant que le sponsoring pour le ski n'est pas le seul fait de Nike, que cela s'est fait après des discussions avec les officiels du sport kényan[12]. Elle rajoute qu’il y a sûrement un bénéfice marketing pour Nike mais que ce n’est pas la question puisque son entreprise prétend simplement être intéressée à créer des opportunités pour ses athlètes partout dans le monde[57] dans une perspective où le sport n'a pas de frontières[12],[57].

- Steve Miller (sport) (en), cadre supérieur chez Nike au Japon, concède qu'il n'y a pas que des buts philanthropiques dans le sponsoring des kényans : « People forget, we are a business, and part of our objective as a business is to get attention » (« Les gens oublient que nous sommes une affaire commerciale, et qu’une partie de nos objectifs en tant qu'entreprise de commerce est d'attirer l'attention. »)[12].

## Transfert des compétences du coureur à pied vers la pratique du ski nordique
Le projet intial de Nike a consisté à sponsoriser des athlètes kényans dans le but de transposer leurs capacités de coureurs de fond vers la pratique du ski de fond.
Fin décembre 1997, à moins de 2 mois des Jeux olympiques de Nagano, Mark Bossardet, du marketing de Nike, reconnaissait, en guise de bilan de deux ans d’entraînement des kényans sur des skis, que même si le ski de fond « was based on endurance. As it turned out, the most important aspect is technique. » (« était basé sur l'endurance, il s'est avéré que le plus important est l'aspect technique. »). L'expérience de transfert de compétence proposé par Nike n'a pas pu aboutir à des résultats probants concernant Philip Boit.

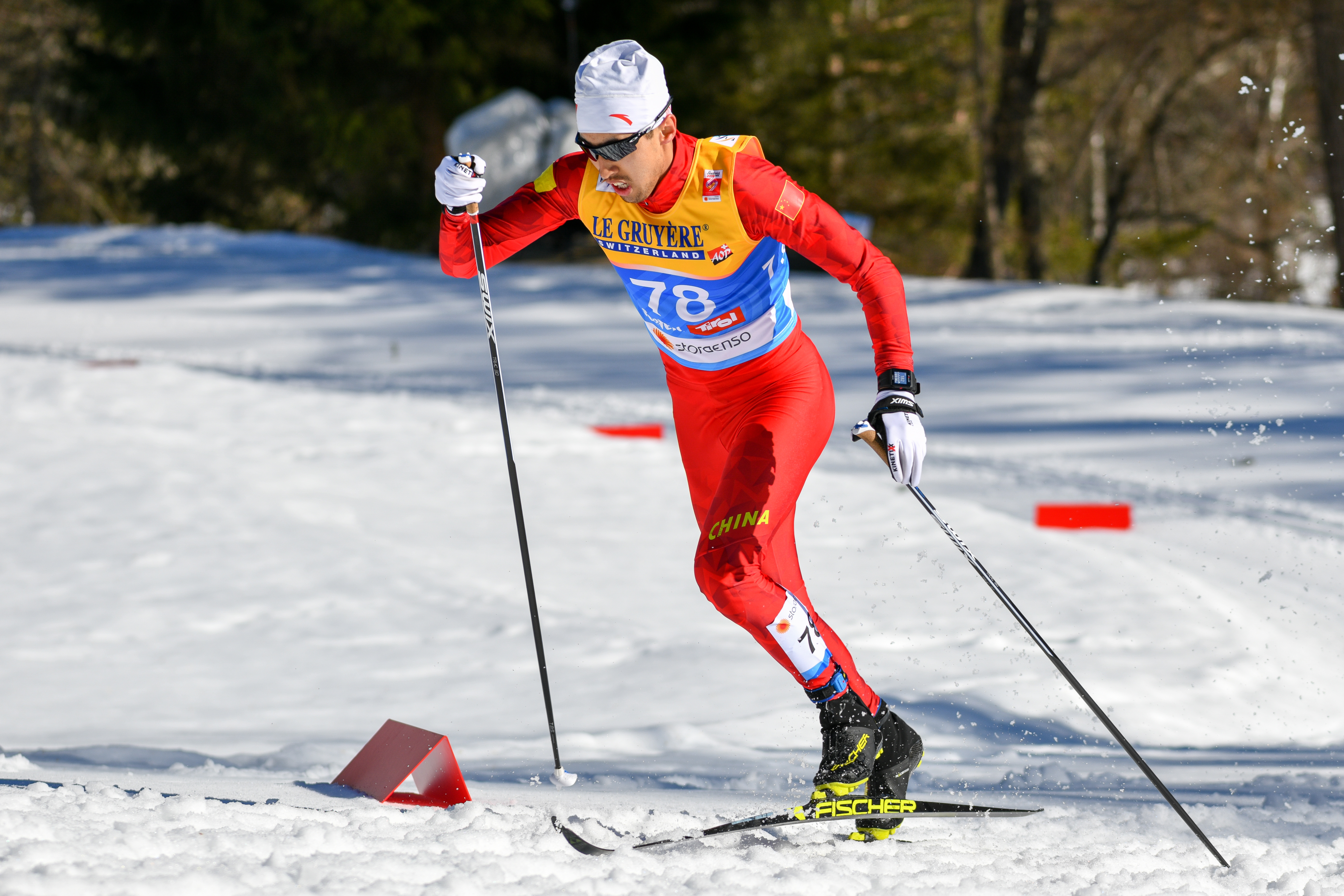
Skieur nordique de l'équipe de Chine

Selon la journaliste Naomi Klein la course d'endurance et le ski de fond, en dépit d'une similitude de leurs noms en anglais (respectivement «  cross country » et «  cross-country skiing ») sollicitent des compétences et des muscles totalement différents.
Philip Boit a déclaré lui-même que « Running is just running (..) but skiing is hard. It involves a lot of technique. » (« Courir c'est juste courir (...) mais skier c'est dur. Ca implique beaucoup de technique »)
En 2019 l'équipe de Chine a également formé des sportifs, qui n'avaient jamais fait de ski nordique auparavant, afin de les préparer aux Jeux olympiques d'hiver de Pékin en 2022 avec l'aide directe de la Norvège, après que les gouvernements des deux pays ont signé un accord d'échange pour permettre la formation des athlètes chinois par les entraineurs norvégiens contre l'ouverture du marché chinois au saumon norvégien. L'expérience a récolté des résultats plus probants que celle tentée par Nike avec les skieurs kényans, mais elle bénéficiait également de plus de moyens pour un meilleur encadrement. Une étude en sciences du sport a été réalisée sur ce transfert de compétence des athlètes chinois, qui montre que les coureurs à pied ont plus d’aptitudes pour la pratique du ski de fond que les athlètes d’autres sports (Sæther et al. 2021).

## Le geste qui a fait le tour du monde
Le geste de Bjørn Dæhlie, attendant Philip Boit, a fait le tour du monde grâce à la retransmission télévisuelle. En 1998 ce n'était pas un geste inédit aux Jeux olympiques d'hiver:
1. En ski alpin aux Jeux olympiques d'hiver de 1992 à Albertville, France : « l'Italien Alberto Tomba (...), assuré d'avoir conservé le titre du géant et d'être le premier skieur alpin à le faire, il a attendu que le dernier concurrent en course franchisse la ligne d'arrivée et il l'a porté en triomphe sur ses épaules. C'était un beau geste. »[20].
2. En saut à ski aux Jeux olympiques d'hiver de 1960 à Squaw Valley, le Sud-Coréen Kyung Soon-Yim ( ou Kyong Soon-Yim), qui a appris la discipline du saut à ski en consultant des manuels et en s'entrainant principalement sur l'herbe[93], a été porté aux nues par les autres concurrents après son arrivée à la dernière place[59].

## Préjugés essentialistes sur les capacités des athlètes kényans
En octobre 2019 la réalisatrice et écrivaine kényane Jackie Lebo répond à l’article de Max Fisher « Why Kenyans Make Such Great Runners: A Story of Genes and Cultures » (« Pourquoi les kényans font d'aussi grands coureurs: une histoire de gènes et de cultures »), paru dans The Atlantic, dans lequel Fisher développe des préjugés attribuant des caractères inné et génétique au succès des kényans en course à pied, sans prendre en considération les facteurs socio-politico-économiques ayant permis le développement d'un environnement favorable à la pratique de l'athlétisme de haut niveau au Kenya.
Pour montrer l'erreur de ce type de conception essentialiste Jackie Lebo retourne l'argumentaire de Fisher en faisant référence à Philip Boit et Bjørn Dæhlie. Elle écrit qu'il est difficile d'imaginer que des journalistes kényans envisageraient d'écrire que les Norvégiens, tels que Bjørn Dæhlie possédant une des meilleures consommations maximales d'oxygène au monde, doivent leurs succès en ski nordique à leur simple capital génétique ; de même qu'il serait difficile de croire que des scientifiques kényans seraient surpris de voir Philip Boit se faire battre en compétition par de jeunes skieurs norvégiens encore adolescents.
Cette critique du développement de conceptions essentialistes au sujet des athlètes kényans n’est pas éloignée de l’opinion de Naomi Klein quand elle écrit que Nike voit les kényans comme des « spécimens vivants du sport incarné ».

## Rapports entre Philip Boit et Bjørn Dæhlie

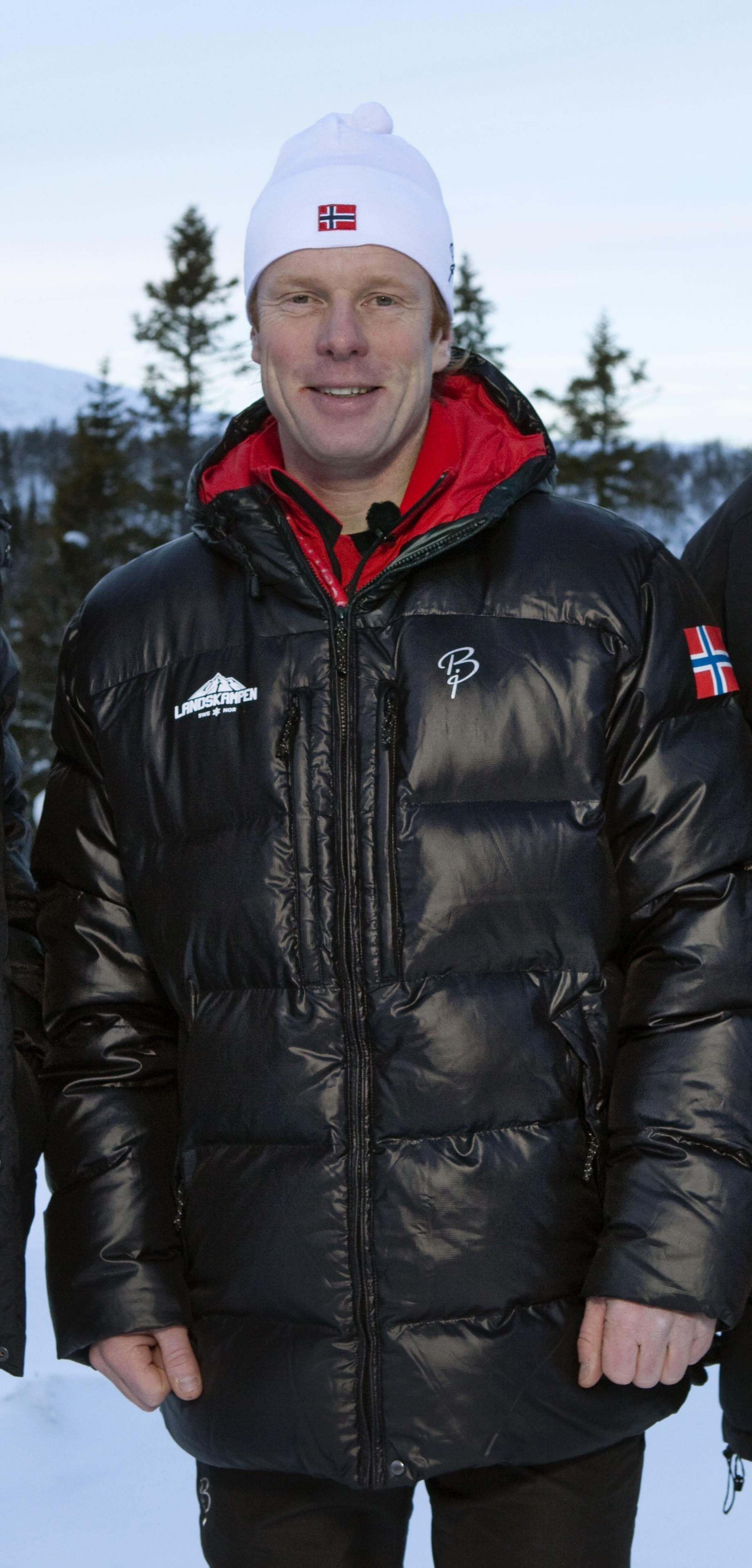
Bjørn Dæhlie en 2011, année de fin de carrière de Philip Boit.

- Bjørn Dæhlie est 4 ans, 5 mois et 23 jours plus vieux que Philip Boit.
- Bjørn Dæhlie a commencé le ski de fond à l'age de 3 ans[95] tandis que Phiip Boit a commencé à l'âge de 24 ans[14].
- Bjørn Dæhlie « participe à sa première course de coupe du monde lors de la saison 1988-1989 »[95] et finit sa carrière en 1999[95] (à l'age de 31 ans, 11 mois et 13 jours) soit une carrière internationale de skieur d’une durée de 10 ans, quand Philip Boit a commencé sa carrière de skieur en 1998 pour la finir en 2011 (à lâge de 39 ans, 5 mois et 20 jours), soit une carrière internationale de skieur d’une durée de 13 ans.
- Bjørn Dæhlie a remporté 8 médailles d'or aux Jeux olympiques et 9 médailles d'or aux championnats du monde[95] , quand Philip Boit n'a jamais fait de podium ni aux Jeux olympiques, ni aux championnats du monde.
- Bjørn Dæhlie a participé à 3 olympiades[96] et 6 championnats du monde[97] quand Philip Boit a participé à 3 olympiades et 4 championnats du monde.
- En 2002 Philip Boit et Bjørn Dæhlie aurait pu encore participer à une olympiade commune mais Bjørn Dæhlie a dû déclarer forfait à la suite d'une blessure contractée lors d'une séance de ski-roues[98].
- Bjørn Dæhlie est arrivé premier au 10 km ski de fond en style classique des Jeux olympiques de Nagano en 1998 quand Philip Boit a fini dernier de cette même course.
- Bjørn Dæhlie et Philip Boit se sont souvent fréquentés et entrainés ensemble[3].
- Bjørn Dæhlie et Philip Boit ont participé ensemble à des œuvres de charité[48].
- Bjørn Dæhlie a été l'entraineur de Philip Boit pour les championnats du monde de ski nordique 2011 à Oslo[44].
- Le fils de Philip Boit porte le nom de Bjørn Dæhlie en guise de prénom.
- Philip Boit déclare avoir peu d'argent personnel[48], quand  Bjørn Dæhlie est millionnaire[99],[100].

## Famille
Il est le neveu de Mike Boit, médaillé de bronze aux 800 m aux Jeux olympiques de Munich en 1972.

## Sources